# Patricia Moodian
Patricia Moodian, née le 8 janvier 1947, est une autrice de comics underground.

## Biographie
Patricia Moodian naît le 8 janvier 1947. Elle commence à dessiner dans le journal underground The Berkeley  Barb dans les années 1960. En 1972, elle propose à Ron Turner, éditeur de Last Gasp, de produire un comics composé uniquement par des femmes. Ron Turner n'est pas très chaud pour cela mais comme Patricia Moodian commence à préparer le comics et que plusieurs auteurs et autrices appuient sa demande, il finit par accepter. Ainsi, Patricia Moodian édite le comics entièrement dessiné par des femmes intitulé Wimmen's Comix. Participent au premier numéro les autrices Trina Robbins, Michele Brand, Lee Marrs, Lora Fountain, Sharon Rudahl, Shelby Sampson, Aline Kominsky, Karen Marie Haskell et Janet Wolfe Stanley,. Patricia Moodian réalise les premier et quatrième de couverture ainsi qu'une des histoires. Ce comix contient des histoires traitant du mariage, de l'avortement et d'autres sujets intéressant les femmes et jamais traités ainsi jusqu'alors. Patricia Moodian participe aussi au deuxième numéro mais n'est alors plus rédactrice en chef, préférant que pour chaque numéro ce soit une nouvelle autrice qui prenne ce rôle. Elle participe aussi à d'autres comics underground comme Paranoia Comix et Health Education Comix.
Patricia Moodian est très écletique. Elle travaille dans l'animation avec Dan O'Neill, dessine des posters de groupes de rock, joue dans plusieurs groupes musicaux dans divers styles (rock, jazz, blues). Elle prend alors le pseudonyme de Norton Patty.
On la retrouve au Massachusetts Institute of Technology où elle réalise des œuvres holographiques sous le nom de Patty Pink. Elle est aussi alors rédactrice en chef du magazine Laser Arts Society for Education and Research. Plus récemment sous le nom de Shovelhead Patty elle s'occupe de plusieurs sites web traitant de la moto et est aussi vice-présidente du San Francisco Motorcycle Club. Elle est aussi professeure de guitare blues.